# Cantone di Saint-Gildas-des-Bois
Il Cantone di Saint-Gildas-des-Bois era una divisione amministrativa dell'arrondissement di Saint-Nazaire.
È stato soppresso a seguito della riforma complessiva dei cantoni del 2014, che è entrata in vigore con le elezioni dipartimentali del 2015.
Comprendeva i comuni di:
- Drefféac
- Guenrouet
- Missillac
- Saint-Gildas-des-Bois
- Sévérac